# Cimetto
Il Rio Cimetto è un corso d'acqua della provincia di Venezia.

## Bacino idrografico
Si origina in comune di Salzano nei pressi del fiume Muson Vecchio: occupa infatti il vecchio alveo di quest'ultimo, prima che fosse deviato tramite il canale Taglio Nuovo. Scorre in direzione sud-est segnando il confine del comune di Mirano a nord e poi attraversando gli abitati di Spinea e Chirignago. In gran parte tombato nella parte terminale, è possibile distinguere i ponti che lo valicano (in via Ivancich, via dei Poli e via Calabria) grazie all'esistenza tuttora delle spallette e del divieto di sosta vigente. Riceve le acque dello scolo Dosa (oggi nell'ultima parte tombato). In località Gazzera curva verso nord e confluisce poco dopo nel Marzenego proprio dove quest'ultimo si biforca andando a circondare il centro di Mestre. Anche l'ultimo tratto fu modificato in quanto è molto probabile che il corso d'acqua proseguisse sino alla laguna di Venezia seguendo il corso dell'attuale Canal Salso.

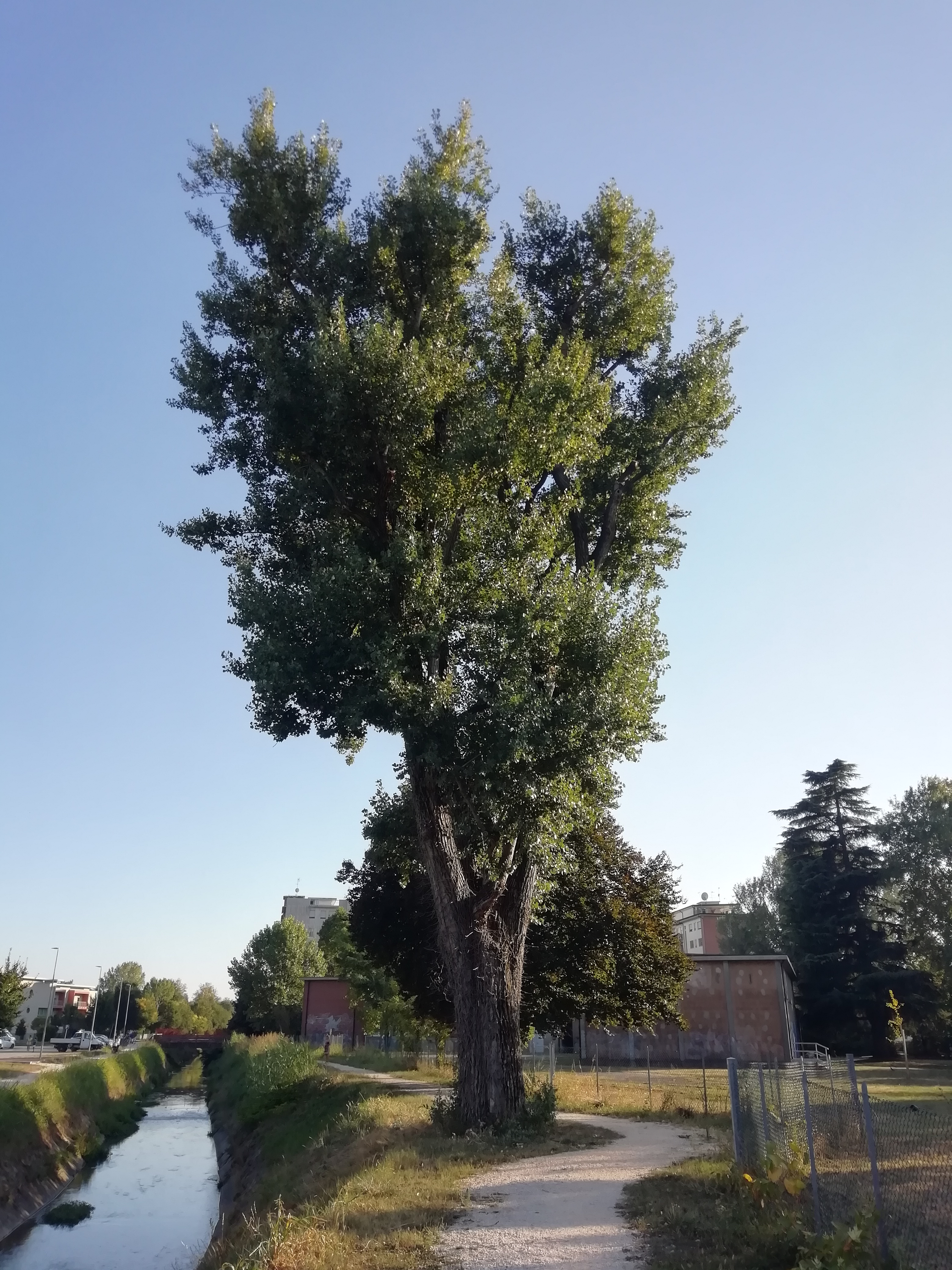
L’argine destro del Rio Cimetto a Spinea, nel quartiere del Villaggio dei Fiori

Si sta progettando un parco fluviale del Rio Cimetto che interesserà un'area di circa 25 ettari nel comune di Spinea.